# 高山町 (鹿児島県)

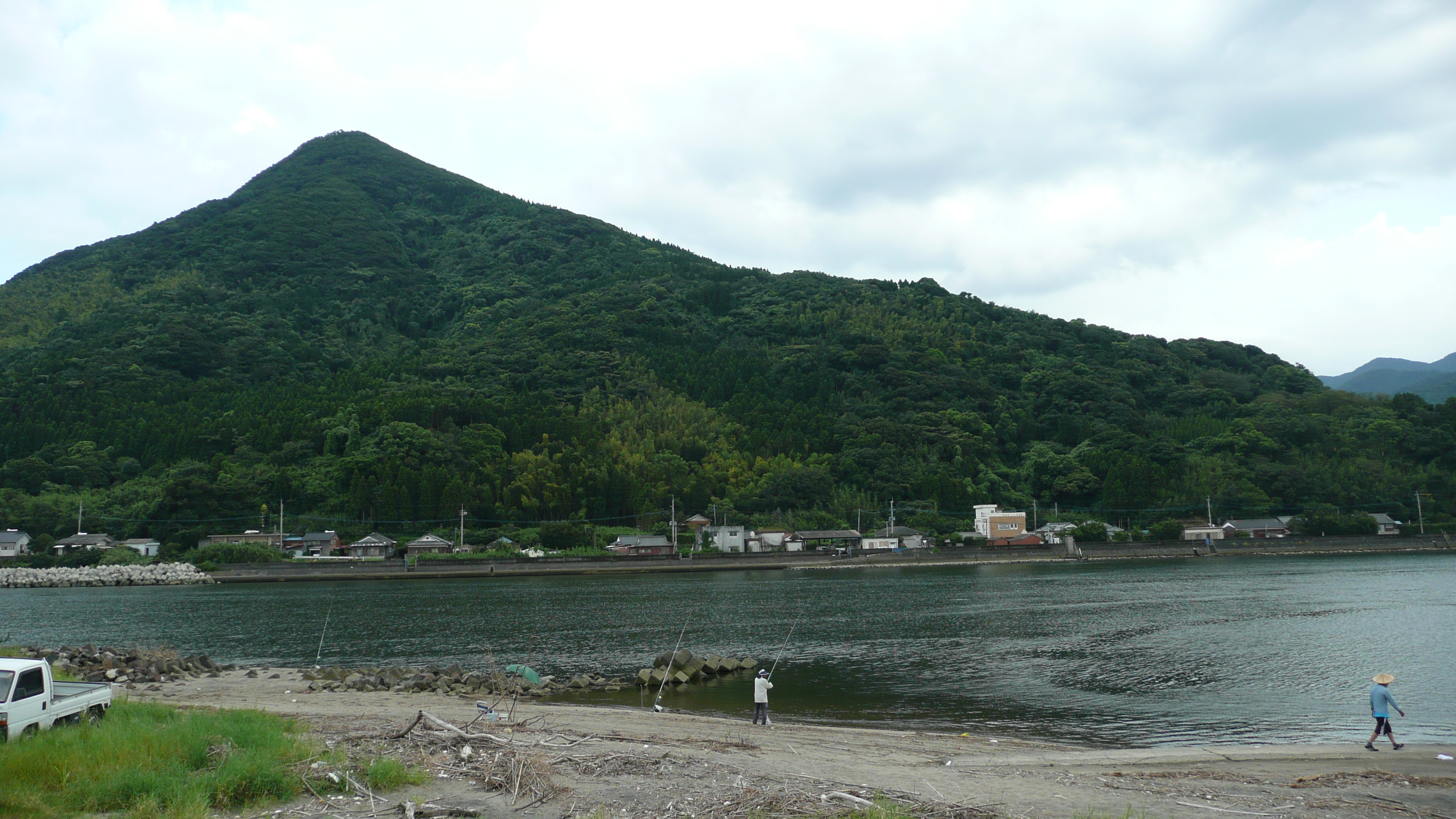
権現山（東串良町柏原から、中央は肝属川の河口部）

高山町（こうやまちょう）は、かつて日本国鹿児島県本土の東南部、大隅半島の東部にあった町。
2005年7月1日に内之浦町と合併し、肝付町の一部となった。流鏑馬の町として知られ、妖怪の一反木綿が生息しているとされる伝承が残る町でもあった。
合併時には大隅半島の中心地としての地位は鹿屋市に譲っていたものの、戦国時代までは肝付氏の本拠地のあった高山城の城下町として、大正期の鉄道開通までは肝属川河口の波見（はみ）が貿易港として栄えていた。著名な出身者に政治家の二階堂進がいる。

## 地理
大隅半島のほぼ中央に広がる肝属平野の沖積平野に位置する。北部を肝属川が東流し、町中心部を支流の高山川が北流する。南部は肝属山地（国見山系）が、北西部は笠野原台地が広がり、東部は志布志湾に面している。
年平均気温はおよそ17℃。年平均降水量は2,100mmほどで温暖多雨な気候といえる。

## 歴史

### 地名の変遷
「高山」の初出は1553年（天文22年）の諏訪大明神（南方神社）の棟札にある「大隅国肝付高山諏訪大明神」である。
鎌倉時代の時点では高山川を郡本河（こうりもとがわ）と呼び、川を境に東方・西方と呼ばれていた。また、江戸後期の1824年（文政7年）に編纂された『高山名勝志』には「古くは神山と書いていた」という記述がある。

### 古代
塚崎古墳群を始めとして肝属平野を中心に大規模古墳群（横瀬古墳・唐仁古墳群など）があることから、当時から大規模な集落が形成されていたようである。古墳時代には宮下（みやげ）ヤマト王権が肝付屯倉を置いたとみられる。
1036年（長元9年）には肝付氏が居住。現在も続く「流鏑馬」はこの約100年後に始まったとされる。

### 中世

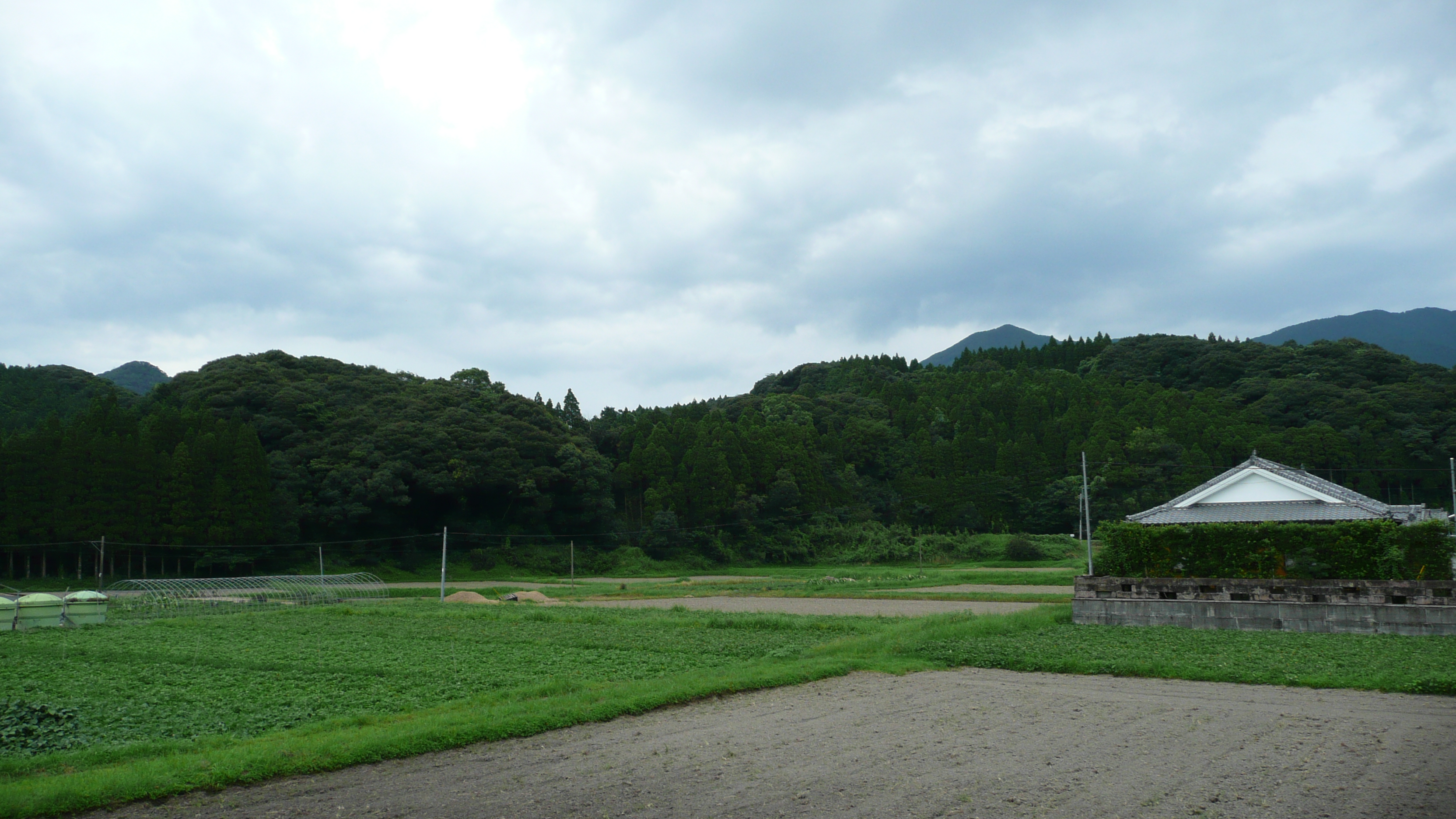
高山城跡

戦国時代までは肝付氏が高山城を置き、新富は城下町として機能していた。波見や肝属川の対岸の柏原（かしわばる、東串良町）は倭寇の一大拠点であった。
肝付氏は現在の肝属川・菱田川流域を中心とした所領を持ち合わせていたが、1574年（天正2年）7月に島津氏に降伏。1577年（天正5年）に高山以外の所領は没収された後、天正8年12月24日に肝付氏は阿多に移封され、高山も島津氏の支配下となった。

### 近世
1581年に肝付氏に代わり高山を支配した島津氏は、伊集院忠棟を地頭として送り込み鹿屋城を拠点として支配した。1595年に忠棟が都城に移封された後は島津氏の直轄領となり、高山には外城がおかれるようになった（外城は後に郷と改称）。高山城は廃城となり、弓張城が高山郷の城として使用された。波見は南方への貿易港として利用され、薩摩藩の重大拠点とされた。なお、1631年 - 1640年までは内之浦も高山郷の一部であった。

### 近現代

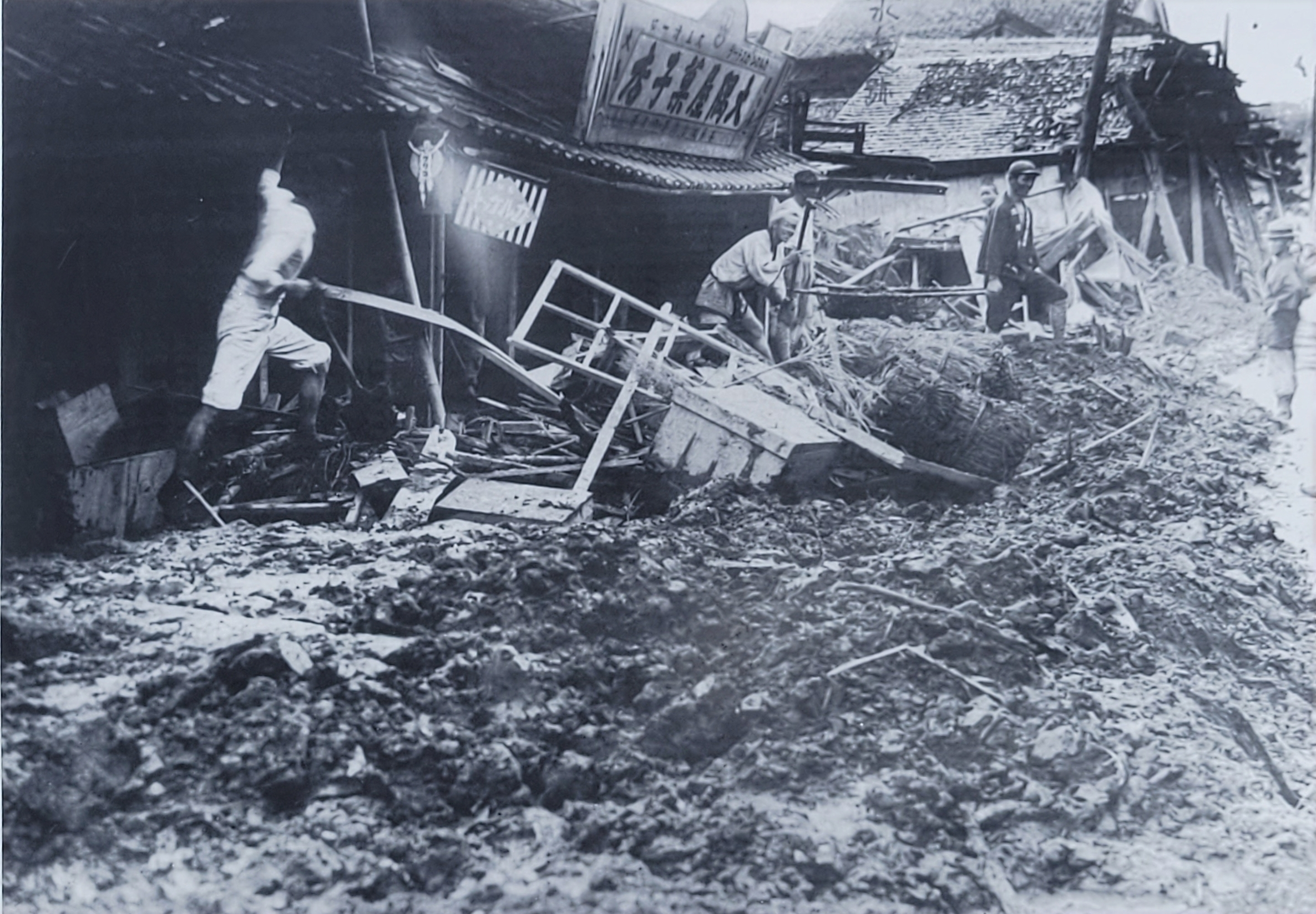
1938年の風水害による高山町商店街の被害の様子（高山川水害史碑より）

1889年の町村制施行に伴う明治の大合併により「高山郷」内の7か村（波見・野崎・新富・前田・後田・宮下・富山）が合併して高山村が成立。1932年4月に町制を施行し高山町となった。
高山村として成立してから内之浦町と合併するまでの116年間、一度も合併することはなかった。昭和の大合併時には吾平町との合併案が鹿児島県から示されていたが、吾平町側の反対により頓挫している（鹿屋市#昭和の大合併を参照）。
- 1871年 - 廃藩置県に伴い鹿児島県に属す。ただし、同年12月（新暦）より1年ほど都城県に属していた。
- 1889年4月1日 - 町村制施行により肝属郡高山村として設置される。
- 1895年10月15日 - 村立女子実業補習学校（後の県立高山高等女学校、県立高山高校）を設置。
- 1920年12月23日 - 大隅鉄道の高山駅（後の大隅線大隅高山駅）が開業。
- 1932年4月1日 - 町制施行。
- 1938年10月15日 - 肝属地方風水害が発生。死者・行方不明者50人以上[4]。1957年に高山町により『昭和13年高山地方風水害誌』が刊行されている。
- 1940年 - 塚崎のクスが国の天然記念物に指定される。
- 1945年 - 塚崎古墳群・高山城が国の史跡に指定される。
- 1972年12月 - 町章を制定。
- 1975年 - 高山町庁舎（現在の肝付町役場）が完成。
- 1987年3月14日 - 大隅線が廃止される。
- 2002年12月18日 - 国見トンネルが開通。
- 2005年7月1日 - 内之浦町と合併し自治体としては消滅。肝付町の一部となる。

#### 内之浦町との合併
平成の大合併では、まず高山町・内之浦町・串良町・東串良町の4町で2003年4月に肝属東部合併協議会を設置した。しかし、同年10月に串良町が鹿屋市との合併を望んだために協議会から離脱し、東串良町議会でも協議会からの離脱が可決。2004年1月には合併協議会の枠組みを3町に変更する議案も否決されるなど、合併協議会は機能不全状態に陥った。2005年3月の旧合併特例法の期限までの合併実現が不透明となったことから、高山町と内之浦町は2004年3月に肝属東部合併協議会を休止し、新たに肝属合併協議会を設置した。
新町の名称は2004年5月中旬から6月15日にかけて公募され、214種類・632通の応募があった。この中で最も応募数が多かったのは「国見町」（両町の中心に位置する国見連山や両町を結ぶ国見トンネルに由来）で145通が寄せられていた。2位は「高浦町」（高山と内之浦の合成地名）で48通、以下「肝属町」（肝属郡に由来）「きもつき町」「くにみ町」と続き、町名として採用された「肝付町」（肝付氏に由来）は6位（26通）に過ぎなかった。公募の結果をふまえて合併協議会では10種類に絞ったうえで委員による投票を実施。ここでは「肝属町」がトップとなり、以下「国見町」「肝付町」と続いた。
名称が決定されたのは2004年7月8日の第7回合併協議会であった。国見町は「高山町に国見小学校・国見中学校が存在していること」「長崎県の国見町（現在の雲仙市）に知名度で劣ること」を問題視され、最終的には「肝付」と「肝属」の投票となった。投票の結果肝付が肝属を3票上回り（9対6）、新町名が「肝付町」と決定された。こうした経緯から肝付町の名称の由来は「地域に馴染み深い名称」とだけされている。
当初の合併予定日は合併特例法の期限切れ直前の2005年3月22日であった。これが7月1日に変更されたのは、東串良町が2004年10月に住民投票条例を施行し合併に参加する可能性が浮上したことと、「2005年3月までに鹿児島県知事に合併を申請し2006年3月までに合併すれば、旧合併特例法が適用される」という経過処置があったためである。
県からは2005年3月9日に、国からは3月30日に合併が告示され、2005年7月1日に内之浦町と合併した。合併後の地名は「肝付町○○」（新富の場合は「肝付町新富」）となり、高山という地名は内之浦とともに消滅することとなった。なお、平仮名の「きもつき」は合併から1年後に開局したきもつきコミュニティ放送の愛称（FMきもつき）として採用された。

## 教育
高等学校
- 鹿児島県立高山高等学校 - 2016年閉校
- 鹿児島県立楠隼高等学校

中学校
下記のほか、1994年に閉校された有明中学校があった。
- 高山中学校
- 波野中学校
- 国見中学校
- 川上中学校

小学校
- 高山小学校 - 1870年開校[9]。
- 波野小学校
- 有明小学校 - 2004年休校、児童は波野小学校へ通学[10]。
- 宮富小学校
- 国見小学校 - 1968年に後田小学校（1878年開校）と本城小学校（1883年開校）を統合し開校[11]。
- 川上小学校 - 1895年開校、1951-1965年は二股川分校を設置[12]。

## 交通

### 空港
町内には空港はなく、鹿児島空港または宮崎空港へ向かうことになる。

### 鉄道路線
最寄り駅は志布志駅（日南線）。

#### 過去に存在した路線
1987年3月までは国鉄大隅線が通っていた。中心となったのは大隅高山駅。
- 大隅高山駅 - 論地駅

### 道路

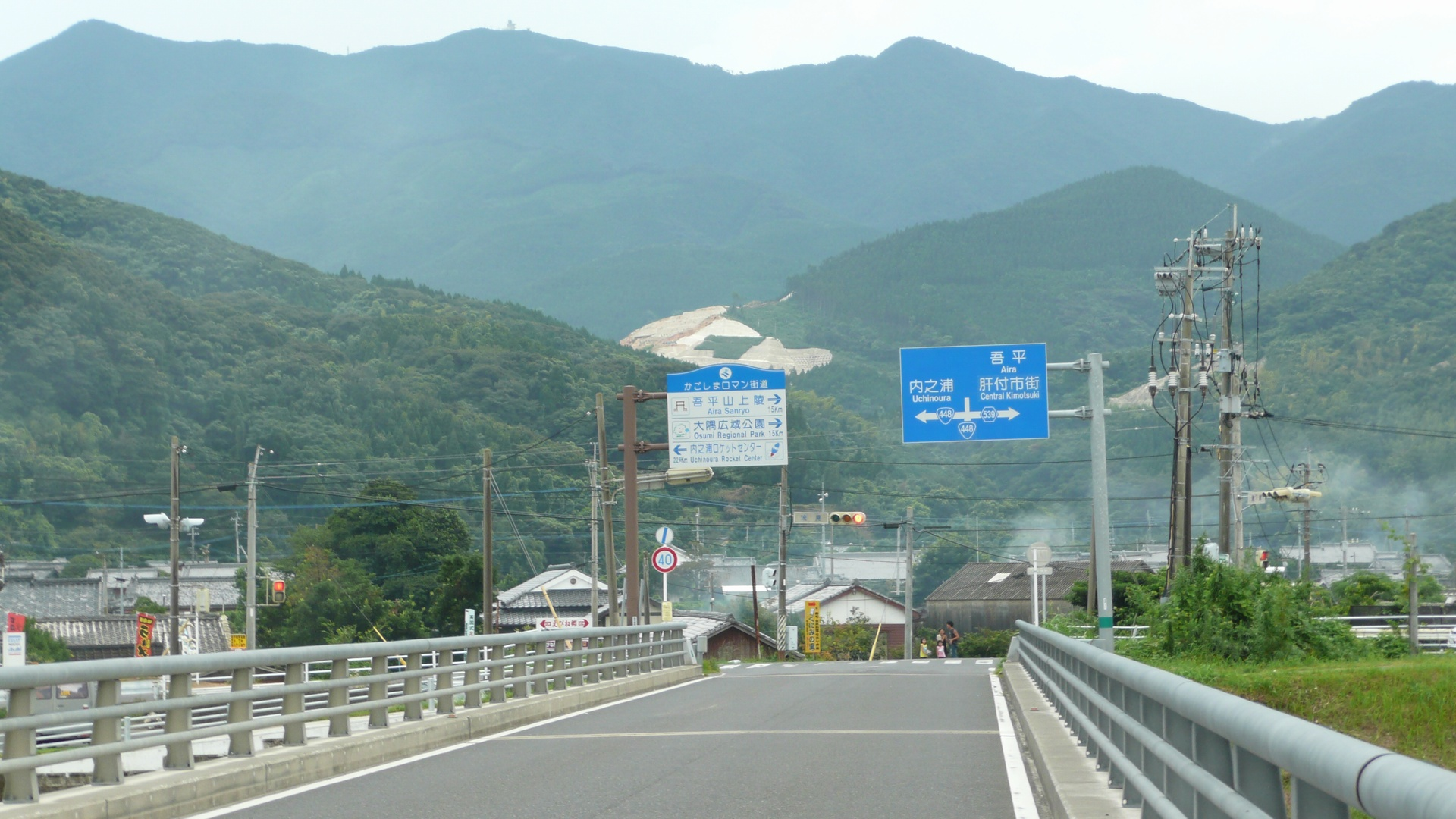
肝属川を通る国道448号

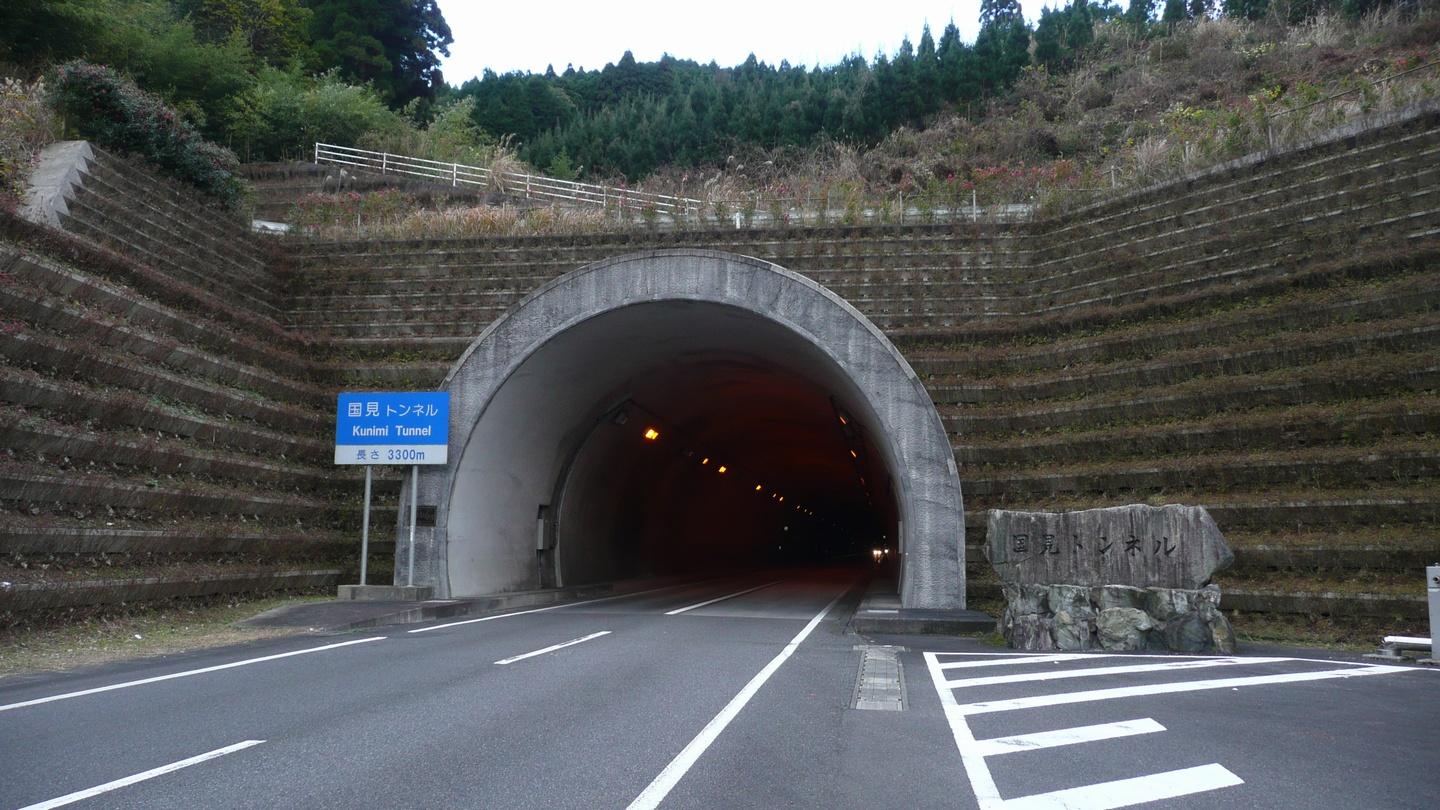
内之浦へのアクセス路として機能する国見トンネル（県道561号）

町内を始めとして大隅半島中央部には高速道路は通っていない。最寄りのインターチェンジは都城IC（宮崎自動車道）。

#### 一般国道
- 国道220号 - 北端をかすめる程度。鹿屋バイパスの起点（笠野交差点）には商業施設が集積している。
- 国道448号 - 東部の海岸線を沿うように走る。

#### 県道
- 県道73号鹿屋高山串良線

この他、県道561号神之川内之浦線には国見山系を貫く「国見トンネル」が完成しており、内之浦町への主要路線として機能している。

## 名所・旧跡・観光スポット・祭事・催事

### 名所・旧跡

高山温泉ドーム

四十九所神社

- 高山温泉ドーム
- やぶさめの里総合公園
- 二階堂家住宅（国の重要文化財）
- 塚崎古墳群（国の史跡）
- 高山城跡（国の史跡）
- 四十九所神社
- 轟の滝
- 野崎の田の神（県の有形民俗文化財）

### 祭事
- 棒踊り（3月中旬）
- 花火大会（8月12日）
- 八月踊り（9月第3土曜日、県の無形民俗文化財）
- 流鏑馬（10月第3日曜日、四十九所神社、県の無形民俗文化財）

## ゆかりの人物
- 二階堂進
- 早乙女愛 - 元女優。1958年、当地で生まれ育つ。高山高等学校卒。2010年没。